# Проходка суцільним вибоєм
Проходка суцільним вибоєм (рос. проходка сплошным забоем, англ. full-face drivage; нім. Vollausbruchverfahren n, Auffahren n im vollen Querschnitt,  Vollschnittvortrieb m) – проведення підземних гірничих виробок з розкриванням їх на повний перетин за один прийом. Застосовують у скельних та міцних ґрунтах з коефіцієнтом тривкості гірських порід за М.М.Протодьяконовим більше 4.